# Захист Беноні
Захист Беноні — шаховий дебют, який починається ходами: 1.d2-d4 Kg8-f6 2.c2-c4 c7-c5 3.d4-d5.

## Походження назви
Походить від словосполучення «Син печалі» чи «Син смутку» в івриті. Так назвали цю позицію Йоганн Гек (Johann Höck) і Аарон Райґанум (Aaron Reinganum) у книзі 1826 року Ben-Oni oder die Vertheidigungen gegen die Gambitzüge im Schache («Син печалі або захисти від гамбітів у шахах»).